# فردیناندو کوپولا
فردیناندو کوپولا (زاده ۱۰ ژوئن ۱۹۷۸ در ناپل)، دروازه‌بان چهارم تیم میلان ایتالیاست.